# Duché de Zara
Le duché de Zara est un duché autonome qui s’est formé autour du port de Zara, l’actuelle Zadar, capitale historique de la Dalmatie, au IXe siècle. Le duché a fait l’objet de disputes entre la république de Venise et le royaume de Hongrie, comme le siège de Zara ou le traité de Zara, avant de revenir, en vertu du traité de Campo-Formio, à la monarchie des Habsbourg et à l’empire d’Autriche en 1797, quand le duché est recréé.
Les armes du duché représentent un chevalier en armure avec une lance.